# Lijst van Argentijnse historische motorfietsmerken
Lijst van Argentijnse historische motorfietsmerken zonder eigen artikel

## Ancon
Ancon bracht in 1958 een motorfiets op de markt met een 100 cc Sachs-motor.

## Burnor
Burnor was een Argentijns bedrijf dat in de jaren zestig 150 cc tweetakt-motorfietsen maakte.

## Bessone
Bessone produceerde DKW-motorfietsen in licentie. Daarnaast maakte men eigen 125 cc motorfietsen en 125- en 150 cc scooters. In 1963 produceerde men de Veloneta, een goed verkopende 150 cc scooter naar Italiaans ontwerp.

## Chay
Vanaf 1953 werd in Buenos Aires (Argentinië) de Chay-scooter gebouwd. Hij was voorzien van een 125 cc-tweetaktmotor, drie versnellingen en kettingaandrijving. Er volgde ook een 175 cc-model waaruit weer een driewielige transportscooter werd ontwikkeld.

## ML
Argentijns merk dat in de jaren zeventig 100- en 125 cc tweetakten produceerde. Later bracht men ook een 175 cc-model met Jawa-motor uit.

## Moto Gelis
(Moto Gelis, Florida, Buenos Aires). Argentijns merk dat in 1963 werd opgericht en 48- tot 246 cc tweetaktjes bouwde met veel Italiaanse componenten.

## Puma
Argentijns motormerk dat vanaf 1954 lichte motorfietsen met 98 cc tweetaktmotoren produceerde. Tussen 1961 en 1965 werd de productie beëindigd.